# Bryum barbatum
Bryum barbatum là một loài rêu trong họ Bryaceae. Loài này được Curtis ex With. mô tả khoa học đầu tiên năm 1801.